# Campanha da Malásia
Campanha da Malásia foi uma campanha travada pelas forças dos Aliados e do Eixo na Malásia britânica, entre 8 de dezembro de 1941 e 31 de janeiro de 1942, na Campanha do Pacífico, durante a Segunda Guerra Mundial.
A campanha foi dominada por batalhas terrestres entre as unidades do exército da Commonwealth e do Exército Imperial Japonês, com pequenas escaramuças no início da campanha entre a Commonwealth e Forças Armadas Reais da Tailândia. Para as forças britânicas, indianas, australianas e malaias que defenderam a colônia, a campanha foi um desastre total.
A batalha é notável pelo uso pelos japoneses de tropas ciclistas, o que permitiu que os solados transportassem mais equipamento e se movessem mais rapidamente através de terrenos de mata fechada. Os Royal Engineers, equipados com cargas de demolição, destruíram mais de uma centena de pontes durante a retirada, o que teve pouco efeito em atrasar os japoneses. No momento em que os japoneses capturaram Singapura, tinham sofrido 9 600 baixas.

## Bibliográficas
- Burton, John (2006). Fortnight of Infamy: The Collapse of Allied Airpower West of Pearl Harbor. [S.l.]: US Naval Institute Press. ISBN 1-59114-096-X
- Cull, Brian (2004). Hurricanes Over Singapore: RAF, RNZAF and NEI Fighters in Action Against the Japanese Over the Island and the Netherlands East Indies, 1942. [S.l.]: Grub Street Publishing. ISBN 978-1-904010-80-7
- Cull, Brian (2008). Buffaloes over Singapore: RAF, RAAF, RNZAF and Dutch Brewster Fighters in Action Over Malaya and the East Indies 1941–1942. [S.l.]: Grub Street Publishing. ISBN 978-1-904010-32-6